# Giulio Tomba
Pour les articles homonymes, voir Tomba.
Giulio Tomba, né à Faenza en 1780 et mort à Bologne en 1841, est un graveur néoclassique italien du XIXe siècle.

## Biographie
Giulio Tomba naît à Faenza en 1780,. Puisque certains placent sa naissance à Bologne, il est probable qu'il ait emménagé très tôt dans cette ville, où il devient actif. Il grave au burin des illustrations pour plusieurs ouvrages de références. Il est élève de Francesco Rosaspina.  

## Gravures
Il réalise en 1811 une gravure de l'école de dessin de Rosaspina, d'après Felice Giani, où on peut voir plusieurs élèves attablés, avec Rosaspina au centre, sa femme à l'extrême-gauche et une mère et un enfant à droite complètement. La gravure sur papier a été donnée par un certain Burns au musée Cooper-Hewitt en 1912,. En 1813, le graveur réalise un Samson victorieux, d'après Guido Reni.
Tomba a reproduit plusieurs œuvres d'artistes célèbres comme  L'Assomption de la Vierge de Guido Reni, le Viol de Lucrèce par Tarquin de Guido Cagnacci, le Angélique et Médor du Dominiquin et La Folia, de Lodovico Carracci. Ses œuvres-ci ont fini par être publiées dans l'ouvrage de 1830 de Rosaspina intitulé La Pinacoteca della Pontificia accademia delle belle arti in Bologna,. Il a aussi réalisé un portrait en médaillon d'Evangelista Torricelli, paru dans l'ouvrage Vite e Ritratti di Illustri Italiani,.

Médiagraphie sélective
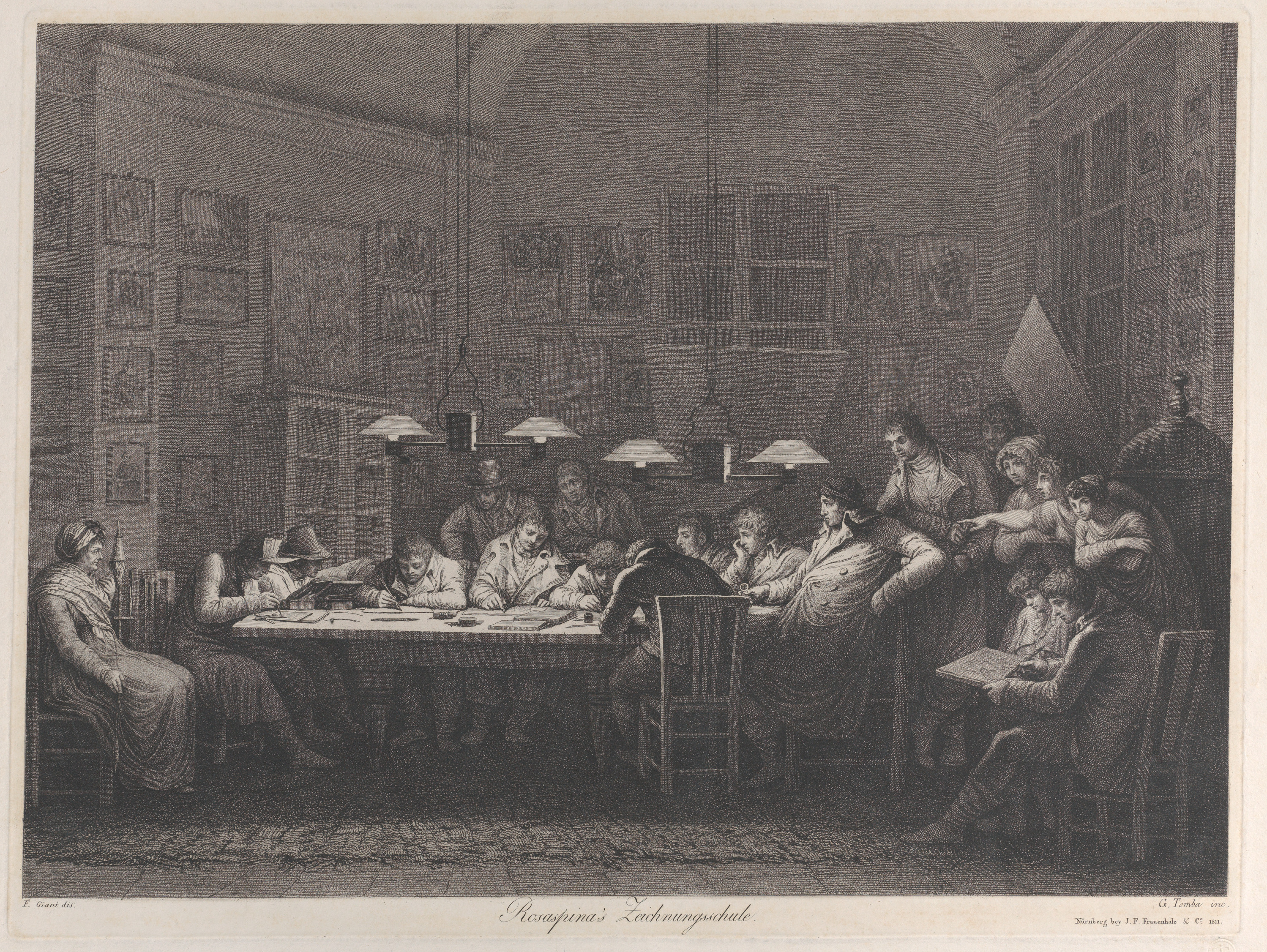
L'École de dessin de Rosaspina, 1811.
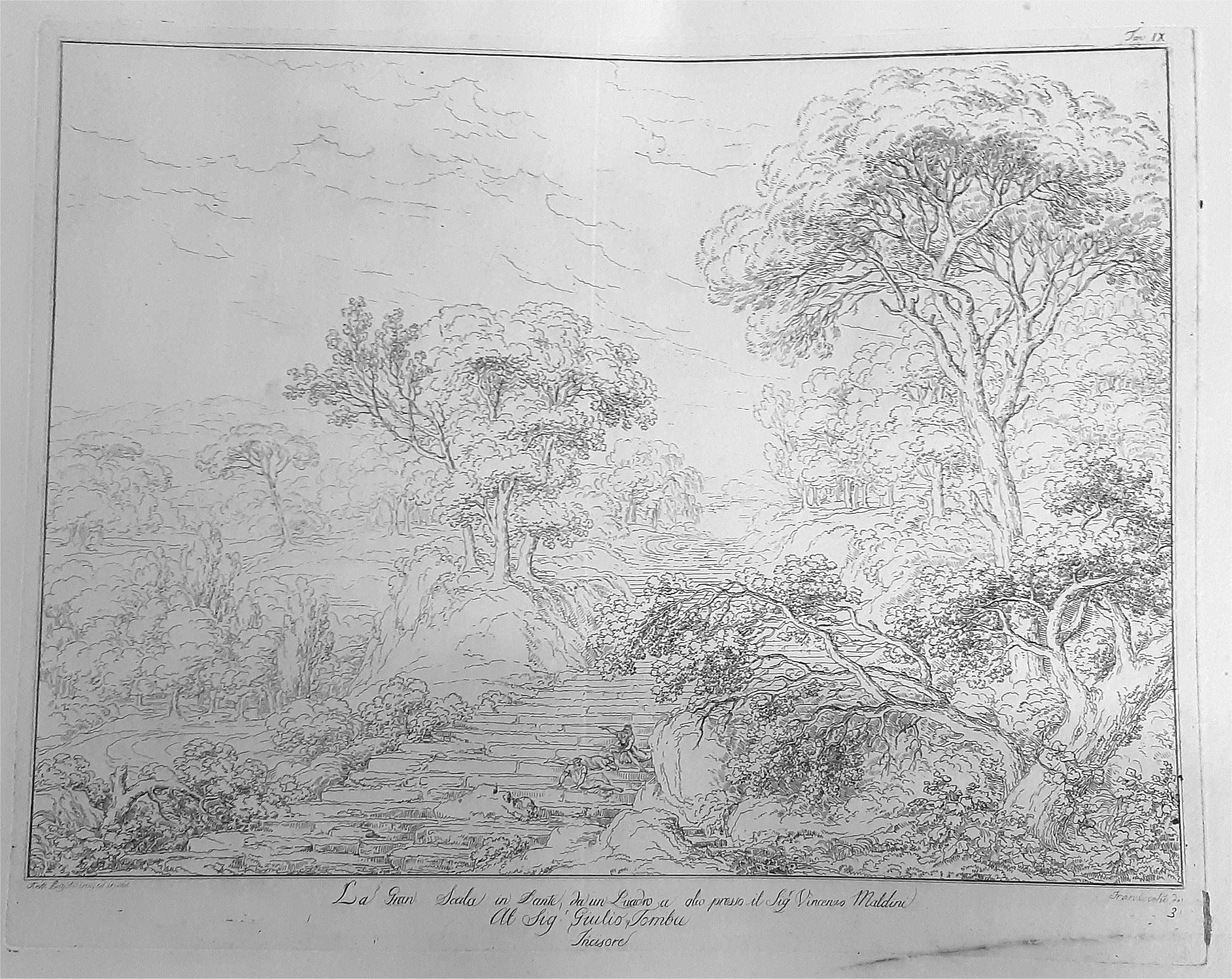
La Gran Scala in Dante, Antonio Basoli, d'après gravure de Giulio Tomba et peinture originale de Vincenzo Maldini, années 1810.
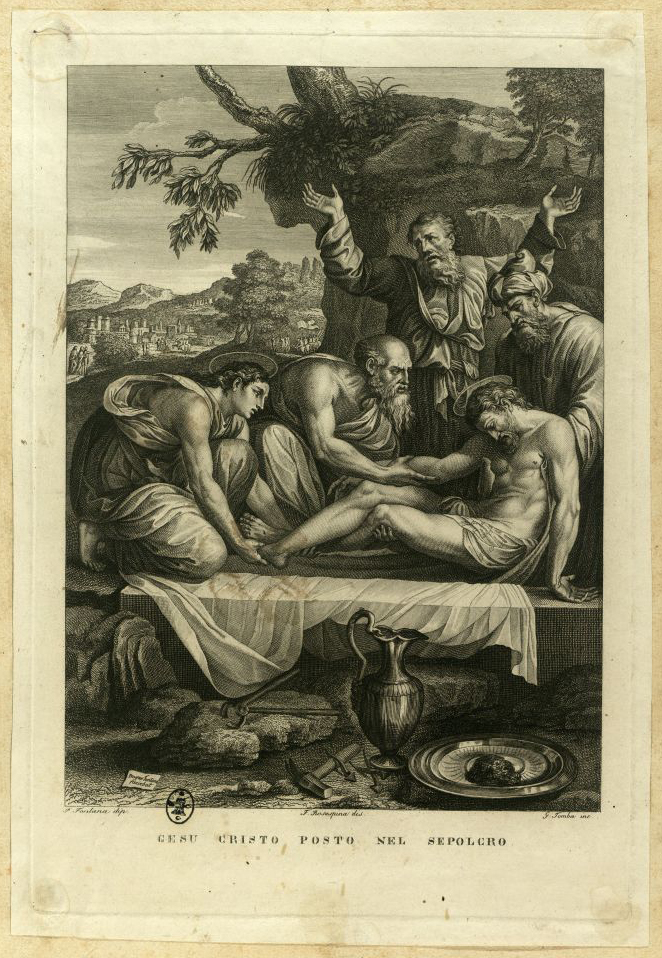
Gesù Cristo posto nel sepolcro, d'après la peinture de Prospero Fontana et les dessins de Francesco Rosaspina.
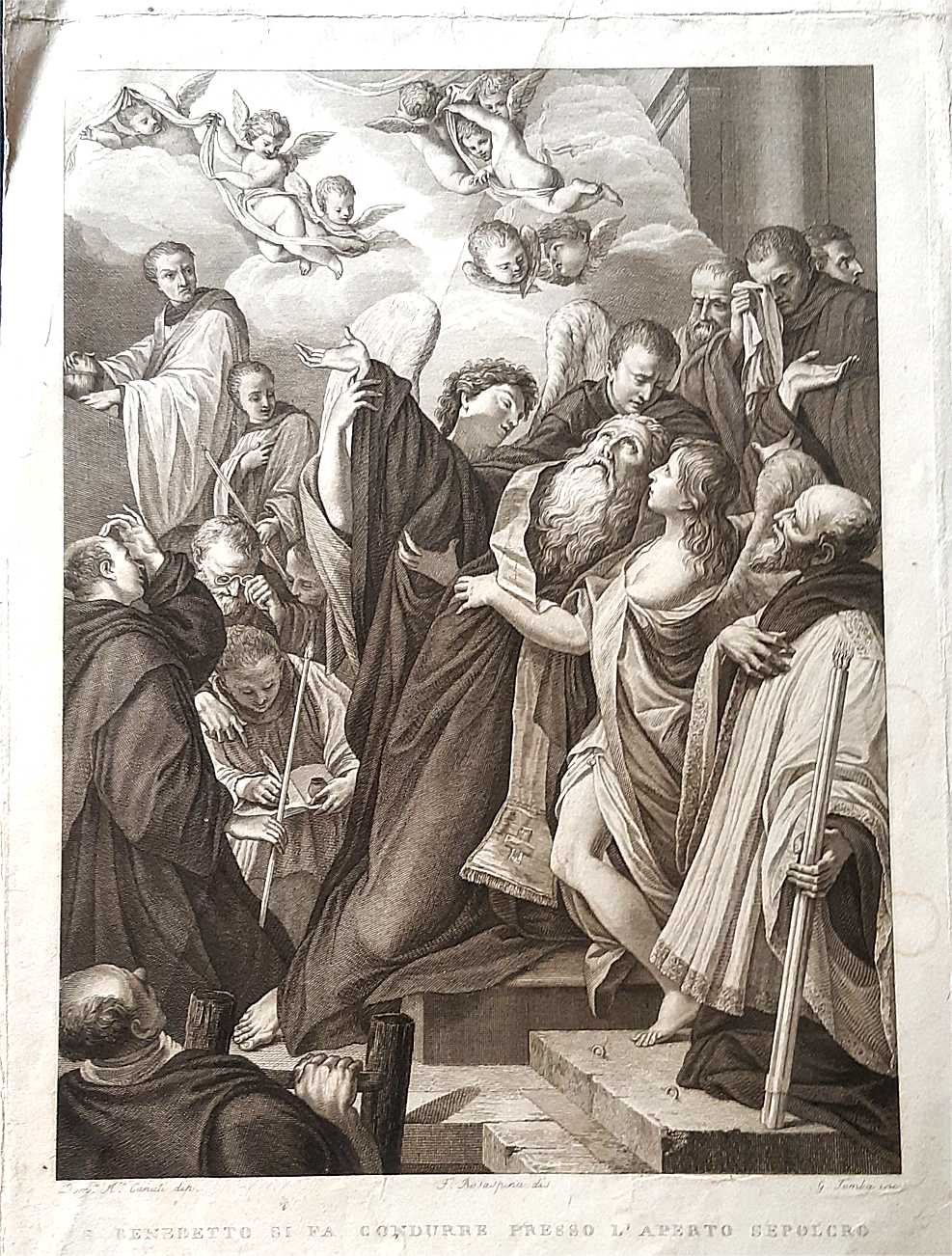
Morte di San Benedetto, d'après la peinture de Domenico Maria Canuti et les dessins de Francesco Rosaspina.